# تاريخ سياسة الولايات المتحدة الخارجية (1776-1801)

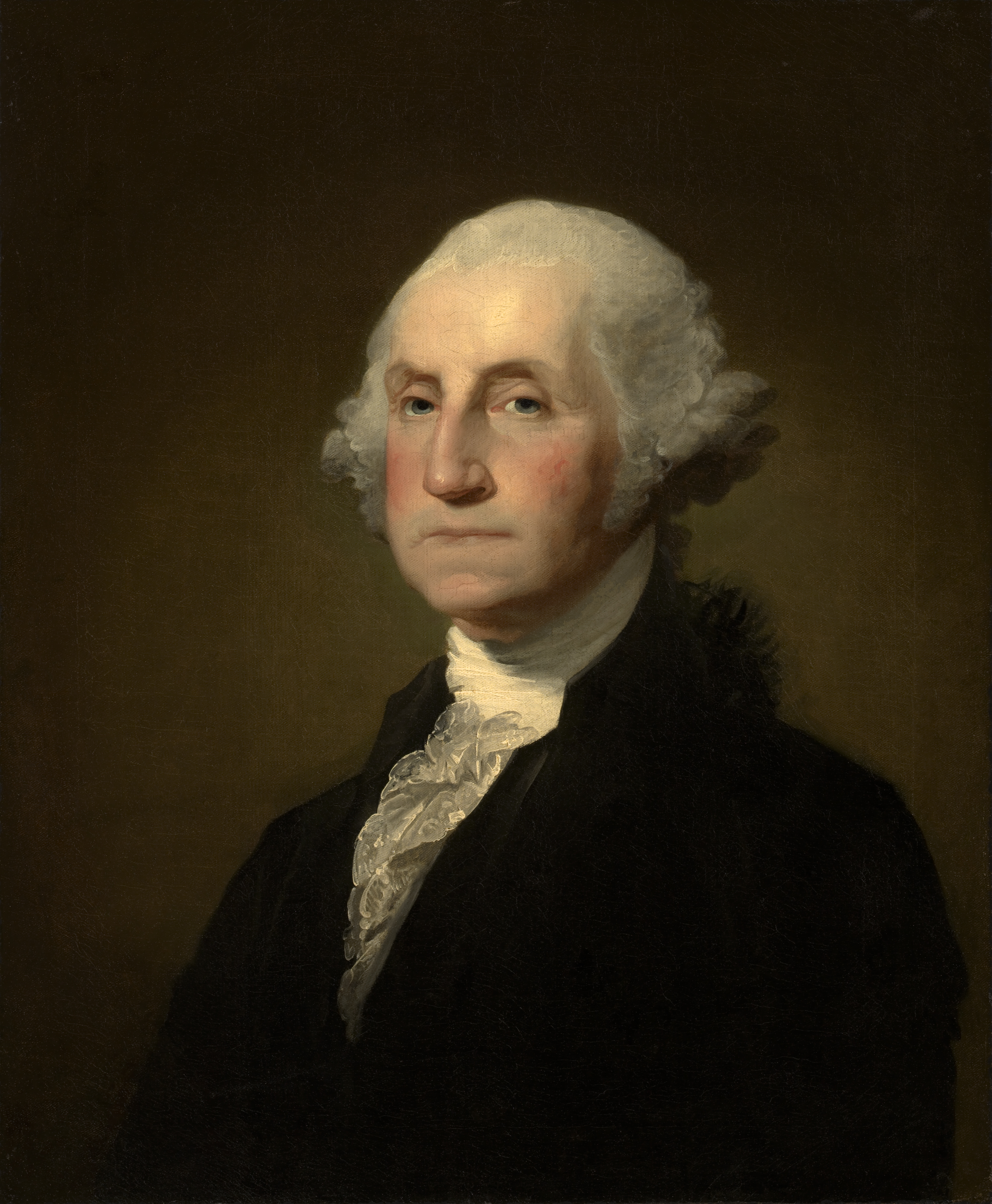

يتعلق تاريخ السياسة الخارجية للولايات المتحدة بين عامي 1776-1801 بالسياسة الخارجية للولايات المتحدة خلال السنوات الخمس والعشرين التي تلت إعلان استقلال الولايات المتحدة (1776). أُديرت السياسة الخارجية للولايات المتحدة خلال النصف الأول من هذه الفترة من قِبل الكونغرس القاري الثاني وكونغرس الاتحاد الكونفدرالي. طُبِّقت السياسة الخارجية للولايات المتحدة من قبل الإدارات الرئاسية لجورج واشنطن وجون آدمز بعد التصديق على دستور الولايات المتحدة في عام 1788. يمثل تنصيب توماس جيفرسون في عام 1801 بداية الحقبة القادمة من السياسة الخارجية للولايات المتحدة.
لجأت الولايات المتحدة إلى القوى الأوروبية للمساعدة في الحرب ضد مملكة بريطانيا العظمى بعد أن بدأت الثورة الأمريكية في عام 1755. تفاوض بنجامين فرانكلين على تحالف مع مملكة فرنسا في عام 1778، ولعب الفرنسيون دورًا حاسمًا في النصر الأمريكي في الحرب. ساعدت إسبانيا في عصر التنوير وجمهورية هولندا أيضًا القضية الأمريكية، وانضمت دول أوروبية أخرى إلى العصبة الأولى للحياد المسلح لحماية السفن المحايدة ضد القوات البحرية الملكية. انتهت الحرب بتوقيع معاهدة باريس لعام 1783، والتي سيطرت الولايات المتحدة من خلالها على أراضٍ في أقصى الغرب حتى نهر المسيسيبي.
كانت العلاقات مع بريطانيا العظمى وإسبانيا من القضايا الرئيسية في السنوات الخمس التي تلت انتهاء الحرب، إذ أعاقت كلتا الدولتين الاستيطان الأمريكي في الغرب من خلال السيطرة على المواقع الإستراتيجية ومن خلال إقامة تحالفات مع الأمريكيين الأصليين. وسّعت الولايات المتحدة التجارة مع مختلف البلدان. لم تتمكن الولايات المتحدة من التفاوض على معاهدة تجارية مع بريطانيا العظمى أو الثأر من الرسوم الجمركية البريطانية العالية، ويعود ذلك بشكل جزئي إلى عدم وجود حكومة مركزية قوية.
تولى جورج واشنطن منصبه في عام 1789 بعد التصديق على دستور الولايات المتحدة. اندلعت الثورة الفرنسية في نفس العام مما أدى في النهاية إلى نشوب سنوات من الحرب بين فرنسا وبريطانيا والقوى الأوروبية الأخرى التي استمرت حتى عام 1815. قسمت الثورة الفرنسية الولايات المتحدة بشكل عميق، وفضل الجمهوريون الديمقراطيون مثل توماس جيفرسون فرنسا والثورة، وذلك في حين أن الفيدراليين أمثال ألكسندر هاملتون كرهوا الثورة وفضلوا بريطانيا. سعت الولايات المتحدة كقوة محايدة إلى التجارة مع كلا البلدين، ولكن السفن الفرنسية والبريطانية هاجمت السفن الأمريكية التي تتاجر مع أعدائها.
سعى الرئيس واشنطن إلى تجنب التورط الأجنبي، وأصدر إعلان الحياد في عام 1793. تفاوضت حكومة واشنطن في عام 1795 على معاهدة جاي، والتي وافق البريطانيون بموجبها على فتح بعض الموانئ للتجارة الأمريكية وإجلاء الحصون الغربية في الأراضي الأمريكية. أبرمت حكومة واشنطن معاهدة سان لورينزو مع إسبانيا في نفس العام، وحلت النزاعات الحدودية ومنح السفن الأمريكية حقوق الملاحة غير المقيدة على نهر المسيسيبي. اندلعت حرب بحرية غير معلنة مع فرنسا في عام 1798 (عُرفت باسم شبه الحرب) بعد تصعيد فرنسا للهجمات على السفن الأمريكية. انتهت الحرب بتوقيع اتفاقية عام 1800، ولكن الهجمات على السفن الأمريكية من قبل فرنسا وبريطانيا كانت ستُستأنف خلال القرن التاسع عشر.

## قيادة

### الكونغرس القاري الثاني (1775-1781)
كان الكونغرس القاري الثاني بمثابة الهيئة الحاكمة للولايات المتحدة منذ اندلاع الثورة الأمريكية في عام 1775 وحتى التصديق على مواد الاتحاد الكونفدرالي في عام 1781.

### كونغرس الاتحاد الكونفدرالي (1781-1789)
أنشأ الكونغرس لجنة لصياغة دستور جديد للأمة الجديدة في نفس الوقت الذي أعلن فيه الاستقلال. ينص الدستور الناتج، والذي أصبح معروفًا باسم مواد الاتحاد الكونفدرالي، على حكومة وطنية ضعيفة مع القليل من القوة للضغط على حكومات الولايات. يُحظر على الولايات (بموجب هذه المواد) التفاوض مع دول أخرى أو اتّباع القوات العسكرية دون موافقة الكونغرس، وتكون جميع القوى الأخرى تقريبًا محفوظة للولايات. افتقر الكونغرس في تلك الفترة إلى القدرة على زيادة الإيرادات، وكان غير قادر على تطبيق تشريعاته وتعليماته. اعتمد الكونغرس نتيجة لذلك اعتمادًا كبيرًا على الامتثال والدعم من الولايات. أدى ضعف الكونغرس إلى الحديث المتكرر عن الانفصال، واعتقد الكثيرون أن الولايات المتحدة ستقسم إلى أربعة اتحادات كونفدرالية تتكون من نيو إنغلاند وولايات وسط المحيط الأطلسي والولايات الجنوبية ومنطقة عبر الآبالاش على التوالي.
أنشأ الكونغرس وزارات تنفيذية للتعامل مع الشؤون الخارجية والحرب والمالية في أوائل عام 1781. حظي روبرت موريس، الذي تعيّن كمراقب مالي في عام 1781، بإحراز إصلاحات مركزية رئيسية مثل الافتراض الجزئي لديون الدولة وتعليق المدفوعات للعسكريين وإنشاء بنك أمريكا الشمالية. ظهر موريس كأقوى فرد في الحكومة الوطنية حيث أشار إليه البعض بأنه «الممول» أو حتى «الديكتاتور». استقال موريس بحالة إحباط بعد أن حُظِرت بعض مقترحاته في عام 1784 وخلفه مجلس خزانة مكون من ثلاثة أشخاص.
شغل روبرت ليفينغستون منصب وزير الخارجية من عام 1781 إلى عام 1783، وتلاه في منصبه جون جاي الذي عمل في الفترة بين عامي 1784-1789. أثبت جاي أنه مسؤول إداري، وسيطر على دبلوماسية الأمة خلال فترة توليه للمنصب. صاغ الكونغرس القاري المعاهدة النموذجية في عام 1776، والتي كانت بمثابة دليل للسياسة الخارجية للولايات المتحدة خلال الثمانينات من القرن الثامن عشر. سعت المعاهدة إلى إلغاء الحواجز التجارية مثل التعريفات الجمركية مع تجنب التشابك السياسي أو العسكري.

### حُكم واشنطن (1789-1797)
تولى جورج واشنطن منصبه في عام 1789 بعد فوزه في الانتخابات الرئاسية لعام 1788. أعطى الدستور الجديد الصلاحية للرئيس بتعيين رؤساء للوزارات التنفيذية بموافقة مجلس الشيوخ. أصبحت المناصب الأربعة، والتي تشمل وزير الحرب ووزير الخارجية ووزير الخزانة والنائب العام، معروفة مجتمعة باسم مجلس الوزراء، وعقد واشنطن اجتماعات منتظمة لمجلس الوزراء طوال فترة ولايته الثانية. عرض واشنطن في البداية منصب وزير الخارجية على جون جاي، ولكن بعد أن صرّح جاي عن تفضيله لتعيين قضائي اختار واشنطن توماس جيفرسون كأول وزير خارجية دائم. اختار واشنطن ألكسندر هاملتون لمنصب وزير الخزانة الرئيسي الذي سيشرف على السياسة الاقتصادية بعد أن رفض اختياره الأول روبرت موريس توليه للمنصب. كان لهاملتون وجيفرسون أكبر تأثير على مداولات مجلس الوزراء خلال فترة ولاية واشنطن الأولى، ووضعتهما اختلافاتهما الفلسفية العميقة ضد بعضهما البعض منذ البداية.
اعتبر واشنطن نفسه خبيرًا في الشؤون الخارجية ووزارة الحرب، وعلى هذا الأساس ووفقًا لما قاله فورست ماكدونالد، «كان واشنطن عمليًا وزير خارجيته ووزير الحرب». غادر جيفرسون مجلس الوزراء في نهاية عام 1793، وحل محله إدموند راندولف. مال راندولف لصالح الفرنسيين في الشؤون الخارجية مثل جيفرسون، ولكنه كان ذو تأثير ضئيل للغاية في مجلس الوزراء. غادر كل من نوكس وهاملتون وراندولف الحكومة خلال فترة ولاية واشنطن الثانية، وأُجبر راندولف على الاستقالة خلال النقاش حول معاهدة جاي. استلم تيموثي بيكرينغ محل نوكس كوزير للحرب، وذلك في الوقت الذي أصبح أوليفر وولكوت وزير الخزانة وتولى تشارلز لي منصب المدعي العام. أصبح بيكرينغ وزير الخارجية في عام 1795 وحل جيمس ماك هنري محل بيكرينغ كوزير للحرب.

### حُكم آدامز (1797-1801)
تولى جون آدامز منصبه في عام 1797 بعد فوزه في الانتخابات الرئاسية لعام 1796. احتفظ آدامز بمجلس وزراء واشنطن بدلًا من اغتنام الفرصة لاستخدام المحسوبية لبناء مجموعة من المستشارين المخلصين، وذلك على الرغم من عدم قرب أي عضو من أعضاء مجلس الوزراء منه. خُصص ثلاثة من أعضاء مجلس الوزراء وهم تيموثي بيكرينغ وجيمس ماك هنري وأوليفر وولكوت جونيور لهاملتون، وأحالوا كل سؤال سياسي رئيسي إليه في نيويورك. قدم أعضاء مجلس الوزراء بدورهم توصيات هاملتون إلى الرئيس، وغالبًا ما عملوا بنشاط ضد مقترحات آدامز. اعتمد الرئيس بشكل أقل على نصيحة وولكوت وماك هنري وبيكرينغ مع تنامي الانقسام بين آدامز وجناح هاملتون للفدراليين خلال النصف الثاني من ولاية آدامز. طرد آدمز بيكرينغ وماك هنري عند إدراك ما كان ينوي هاملتون له في عام 1800 واستبدلهما بجون مارشال وصموئيل ديكستر على التوالي.